# 1169 Alwine
1169 Alwine là một tiểu hành tinh vành đai chính. Nó được phát hiện bởi Max Wolf và Mario A. Ferrero ngày 30 tháng 8 năm 1930. Tên ban đầu của nó là 1930 QH. Nó được đặt theo tên a common German female name.